# Alfa Centauri Bb
Alfa Centauri Bb (α Cen Bb) – hipotetyczna planeta pozasłoneczna typu skalistego krążąca w najbliższym względem Słońca układzie gwiezdnym Alfa Centauri, której odkrycie ogłoszono w 2012. W 2015 opublikowano analizy wskazujące, że ta planeta nie istnieje, a jej domniemane odkrycie było związane z błędem obliczeniowym.

## Odkrycie
O odkryciu planety poinformowano w 2012. Została wykryta ona metodą dopplerowską. Wykrycie planety wymagało ponad 450 pomiarów HARPS, planeta wywiera tak mały wpływ grawitacyjny na gwiazdę (zmiana prędkości radialnej to zaledwie 1,8 km/h), że niektórzy naukowcy już w momencie jej odkrycia wątpili w jej istnienie i podejrzewali błędy pomiarowe lub obliczeniowe. Zdaniem jej odkrywców statystyczny błąd w wynikach pomiarów wynosi jedynie jeden do tysiąca, czyli istnienie planety było potwierdzone na 99,9%.
Zespół, który odkrył planetę będzie się starał potwierdzić jej istnienie używając do tego metody tranzytowej. Do obserwacji zostanie użyty Kosmiczny Teleskop Hubble'a. Biorąc pod uwagę niewielkie rozmiary planety i fakt, że znajduje się ona w układzie podwójnym, możliwości jej wykrycia tą metodą szacowane są na około 10 do 30%.
W 2015 uczeni z Uniwersytetu Oksfordzkiego opublikowali własne wyliczenia wskazujące, że sygnał, który ma świadczyć o istnieniu planety, prawie na pewno nie jest rzeczywisty i pochodzi z zastosowanego w obliczeniach okna czasowego.

## Charakterystyka fizyczna
Planeta miała orbitować wokół gwiazdy Alfa Centauri B, podobnej do Słońca. Jej wyznaczona masa była równa 1,13 masy Ziemi, co wskazywało, że jest najprawdopodobniej planetą typu ziemskiego. Miała być oddalona od gwiazdy o zaledwie sześć milionów kilometrów (0,04 au) i okrążać ją co 3,2 dnia. W tak niewielkiej odległości było wykluczone, aby na jej powierzchni mogła istnieć ciekła woda i mogło powstać życie podobne do ziemskiego. Szacowano, że temperatura na powierzchni planety wynosi około 1200 °C, dla porównania temperatura na powierzchni Wenus, najgorętszej planety naszego Układu Słonecznego wynosi około 460 °C. Jeżeli powierzchnia planety miałaby skład podobny do ziemskich skał, mogłaby być stopiona (planetą pokrywałaby lawa).

## Wpływ gwiazd na planetę
Planeta miała krążyć wokół gwiazdy będącej składnikiem układu podwójnego α Cen A/B. Gwiazdy dzieli dystans od 11,2 do 35,6 au, okrążają się wzajemnie co około 80 lat. Pomimo perturbacji ze strony gwiazdy α Cen A, wyznaczona orbita planety Alfa Centauri Bb była stabilna w długim okresie. Gwiazda Alfa Centauri B ma nieco mniejszą masę niż Słońce (0,93 M☉) i jest chłodniejsza, ale cechuje się podobną (niską) aktywnością. Te czynniki ułatwiają wykrycie potencjalnych planet, a niska aktywność sprzyja stabilności klimatu. Proxima Centauri, która jest związana grawitacyjnie z tym systemem, krąży zbyt daleko, by wywierać wpływ na planetę.
Badania statystyczne układów planetarnych wskazują, że planety o małej masie często występują w układach złożonych z kilku obiektów, co sugeruje możliwość istnienia innych ciał orbitujących wokół α Cen B, także w ekosferze (która znajduje się bliżej gwiazdy niż w Układzie Słonecznym). Planetarnych towarzyszy może posiadać również gwiazda A.